# Vláda Eduarda Hegera
Vláda Eduarda Hegera byla v letech 2021–2023 vláda na Slovensku. Vláda vznikla rekonstrukcí předchozího kabinetu Igora Matoviče, jenž podal demisi v důsledku několikatýdenní vládní krize z března 2021. Předsedou vlády byl Eduard Heger, do té doby ministr financí v Matovičově vládě. Vládu tvořilo celkem 16 členů (8 z hnutí OĽaNO, 3 ze strany Sme rodina, 3 ze strany SaS, kteří vládu v září 2022 opustili a byli nahrazeni nestraníky, a 2 ze strany ZA ĽUDÍ). Její složení bylo po většinu období převážně shodné s předchozím Matovičovým kabinetem, s výjimkou křesel ministrů financí (původní Hegerovo místo zaujal Matovič) a zdravotnictví (Marka Krajčího nahradil Vladimír Lengvarský).
Vládu (kromě ministra práce a sociálních věcí) jmenovala 1. dubna 2021 prezidentka republiky Zuzana Čaputová, 9. dubna pak jmenovala také ministra Milana Krajniaka. Ve 150členném parlamentu koalice disponovala do odchodu SaS ústavní většinou, po jejím odchodu se stala menšinovou vládou.
Dne 15. prosince 2022 vyvrcholila vládní krize, kdy z podnětu SaS vyslovila Národní rada Slovenské republiky vládě nedůvěru. Dle ústavy SR následně prezidentka Zuzana Čaputová 16. prosince 2022 vládu odvolala. Hegera ale zároveň pověřila vedením vlády, aby nemusela vzniknout tzv. úřednická vláda. Po odchodu dalších ministrů z vlády ale Heger 7. května 2023 sám požádal o odejmutí pověření, což vedlo k nahrazení úřednickou vládou Ľudovíta Ódora, jmenovanou 15. května 2023. Termín předčasných voleb byl již v lednu 2023 určen na neděli 30. září 2023.

## Složení vlády
| Úřad                                                                             | Člen vlády                       | Strana | Strana                          | Nástup do úřadu   | Odchod z úřadu    |
| -------------------------------------------------------------------------------- | -------------------------------- | ------ | ------------------------------- | ----------------- | ----------------- |
| Předseda vlády                                                                   | Eduard Heger                     |        | Demokrati (dříve OĽaNO)         | 1. dubna 2021     | 15. května 2023   |
| Místopředseda vlády pro legislativu a strategické plánování                      | Štefan Holý                      |        | Sme rodina                      | 1. dubna 2021     | 15. května 2023   |
| Místopředseda vlády Ministr hospodářství                                         | Richard Sulík                    |        | SaS                             | 1. dubna 2021     | 31. srpna 2022    |
| Místopředseda vlády Ministr hospodářství                                         | Karel Hirman                     |        | Demokrati (dříve OĽaNO)         | 13. září 2022     | 15. května 2023   |
| Místopředsedkyně vlády Ministryně investic, regionálního rozvoje a informatizace | Veronika Remišová                |        | ZA ĽUDÍ                         | 1. dubna 2021     | 15. května 2023   |
| Místopředseda vlády Ministr financí                                              | Igor Matovič                     |        | OĽaNO                           | 1. dubna 2021     | 23. prosince 2022 |
| Místopředseda vlády Ministr financí                                              | Eduard Heger (pověřen řízením)   |        | Demokrati (dříve OĽaNO)         | 23. prosince 2022 | 15. května 2023   |
| Ministr vnitra                                                                   | Roman Mikulec                    |        | OĽaNO                           | 1. dubna 2021     | 15. května 2023   |
| Ministr zdravotnictví                                                            | Vladimír Lengvarský              |        | nestr. za OĽaNO                 | 1. dubna 2021     | 3. března 2023    |
| Ministr zdravotnictví                                                            | Eduard Heger (pověřen řízením)   |        | Demokrati (dříve OĽaNO)         | 3. března 2023    | 15. května 2023   |
| Ministr obrany                                                                   | Jaroslav Naď                     |        | Demokrati (dříve OĽaNO)         | 1. dubna 2021     | 15. května 2023   |
| Ministr zemědělství a rozvoje venkova                                            | Ján Mičovský                     |        | OĽaNO                           | 1. dubna 2021     | 8. června 2021    |
| Ministr zemědělství a rozvoje venkova                                            | Samuel Vlčan                     |        | nestr. za OĽaNO                 | 8. června 2021    | 5. května 2023    |
| Ministr životního prostředí                                                      | Ján Budaj                        |        | navržen Demokrati (dříve OĽaNO) | 1. dubna 2021     | 15. května 2023   |
| Ministryně kultury                                                               | Natália Milanová                 |        | OĽaNO                           | 1. dubna 2021     | 15. května 2023   |
| Ministr dopravy a výstavby                                                       | Andrej Doležal                   |        | nestr. za Sme rodina            | 1. dubna 2021     | 15. května 2023   |
| Ministr práce, sociálních věcí a rodiny                                          | Andrej Doležal (pověřen řízením) |        | nestr. za Sme rodina            | 1. dubna 2021     | 9. dubna 2021     |
| Ministr práce, sociálních věcí a rodiny                                          | Milan Krajniak                   |        | Sme rodina                      | 9. dubna 2021     | 15. května 2023   |
| Ministr zahraničních věcí a evropských záležitostí                               | Ivan Korčok                      |        | nestr. za SaS                   | 1. dubna 2021     | 13. září 2022     |
| Ministr zahraničních věcí a evropských záležitostí                               | Rastislav Káčer                  |        | Demokrati (dříve OĽaNO)         | 13. září 2022     | 5. května 2023    |
| Ministr školství, vědy, výzkumu a sportu                                         | Branislav Gröhling               |        | SaS                             | 1. dubna 2021     | 13. září 2022     |
| Ministr školství, vědy, výzkumu a sportu                                         | Eduard Heger (pověřen řízením)   |        | OĽaNO                           | 13. září 2022     | 4. října 2022     |
| Ministr školství, vědy, výzkumu a sportu                                         | Ján Horecký                      |        | nestraník                       | 4. října 2022     | 15. května 2023   |
| Ministr(yně) spravedlnosti                                                       | Mária Kolíková                   |        | SaS (dříve ZA ĽUDÍ)             | 1. dubna 2021     | 13. září 2022     |
| Ministr(yně) spravedlnosti                                                       | Viliam Karas                     |        | nestraník                       | 13. září 2022     | 15. května 2023   |

### Počet členů podle navrhujících subjektů
| - Demokrati  | 5 |
| - OĽaNO      | 3 |
| - Sme rodina | 3 |
| - nezávislí  | 2 |
| - ZA ĽUDÍ    | 1 |